# اندرو ویلسون (شناگر)
اندرو ویلسون (انگلیسی: Andrew Wilson؛ زادهٔ ۱۶ سپتامبر ۱۹۹۳) شناگر اهل ایالات متحده آمریکا است.
وی در مسابقات کشوری و بین‌المللی در مجموع برندهٔ ۶ مدال طلا، ۳ مدال نقره شده‌است.